# Радослав Миленков

## Биография
Роден е на 12 април 1972 г. в гр. София. През 1997 г. придобива магистърска степен по финанси от Университета за национално и световно стопанство София с отличие.
Между 2001 и 2003 г. е одитор в Deloitte. До януари 2011 г. e главен финансов директор и член на Управителния съвет на „Първа инвестиционна банка“, гр. София. 
От юли 2012 г. до ноември 2014 г. е член на Управителния съвет и изпълнителен директор в „Общинска Банка“, гр. София.
От ноември 2014 г. до март 2019 г. е председател на Управителния съвет на Фонда за гарантиране на влоговете в банките, гр. София.
На 22 март 2019 г. е избран за подуправител на БНБ от XLIV народно събрание за 6-годишен мандат.
На 26 март 2025 г. е преизбран за подуправител на БНБ от LI народно събрание за втори пореден 6-годишен мандат.

## Позиции в международни организации
Член на Надзорния съвет на Европейската централна банка.
Заместник-управител за България в Групата на Световната банка.
Заместник-управител за България в Европейската банка за възстановяване и развитие.
Член на Генералния съвет на Органа за борба с изпирането на пари и финансирането на тероризма.
Член на Съвета на надзорниците на Европейския банков орган.
Член на Генералния съвет на Европейският съвет за системен риск.

## Публикации
Radoslav Milenkov: Banking supervision priorities
https://www.bis.org/review/r190508g.pdf

Източници
1. ↑  Подуправители на БНБ